# Sól (mythologie)
Pour les articles homonymes, voir Sól.
Sól (en vieux norrois : Sun, en proto-germanique : Sôwilô ou Saewelô, en vieux haut allemand : Sunna, et en vieil anglais : Sigel ou Siȝel) est une divinité nordique.
Elle est la personnification du Soleil dans la mythologie nordique. Son nom veut en effet dire « soleil ».

## Biographie
Peu de sources témoignent d'une personnification du soleil. Le second charme de Mersebourg évoque la déesse Sunna. Dans la poésie scandinave, le soleil n'est personnifié de façon certaine que dans les Vafþrúðnismál où le géant Vafþrúðnir indique que Mundilfœri est le père de Máni et de Sól, qui doivent chaque jour tourner dans le ciel.
À partir de cette strophe et des Grímnismál, Snorri Sturluson évoque plus en détail le personnage de Sól, qu'il compte parmi les déesses. La Gylfaginning rapporte en effet qu'un homme nommé Mundilfœri avait deux enfants, si beaux qu'il les avait nommés, l'un Máni (Lune), l'autre Sól (Soleil), qu'il avait mariée à Glenr. Agacés de cette prétention, les dieux placèrent le frère et la sœur dans le ciel, où Sól conduit les chevaux Árvak et Alsvid, qui tirent le chariot du soleil, et où Máni contrôle le cours de la Lune. Sól est poursuivie par le loup Sköll, qui finira par l'attraper.

## Interprétations
Au regard de la rareté des sources disponibles, il n'apparaît pas que le soleil ait joué un rôle central dans la mythologie nordique. Dans son ouvrage Ygdrasill : La religion des anciens Scandinaves, Régis Boyer propose cependant une interprétation naturaliste de la religion scandinave ancienne, perçue comme ordonnée autour du culte des grandes forces naturelles : le Soleil, l'Eau, la Terre. Il évoque, à propos du Soleil, la « précellence de cette entité divine », depuis les pétroglyphes ou le chariot de Trundholm à l'âge du bronze jusqu'aux dieux incarnant la « variante solaire » (Týr, Thor, Baldr) au cours de la période viking.

## Alphabet runique
Il est à l'origine du nom de la rune Sōwilō.

## Famille

### Mariage et enfants
Certaines sources la lient à Glenr.
D'autres sources l'unissent au dieu Dag, avec qui elle aurait eu :
- Svanhild.

## Galerie

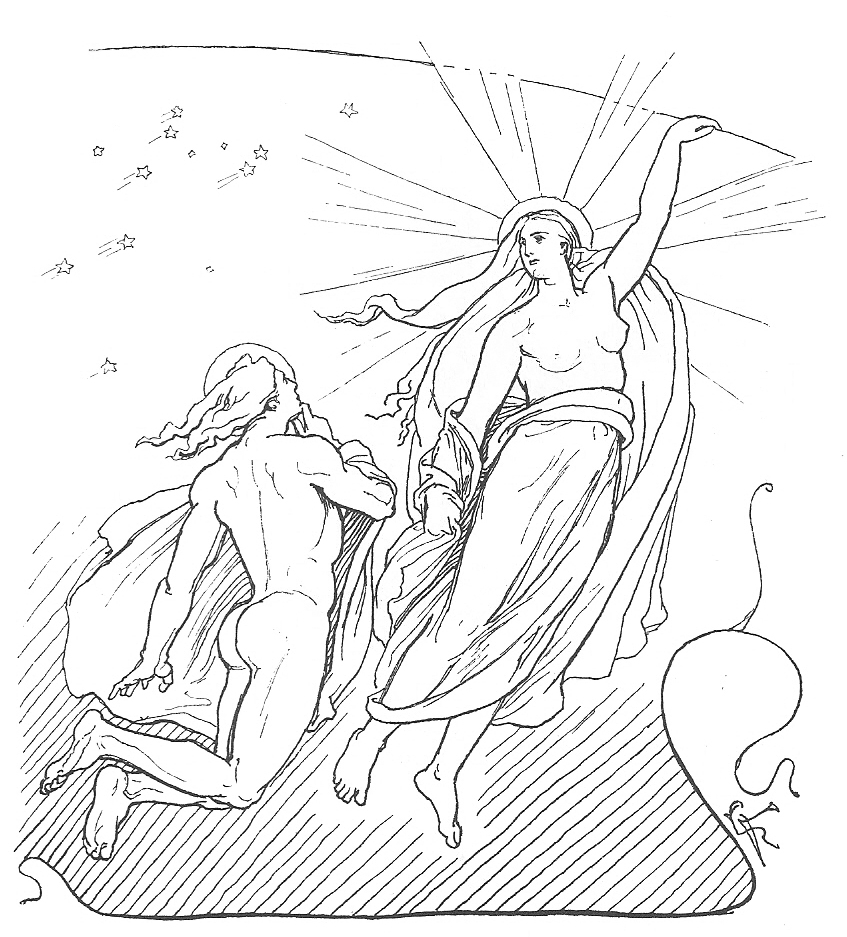
La déesse Sól et le dieu Máni (par Lorenz Frølich).
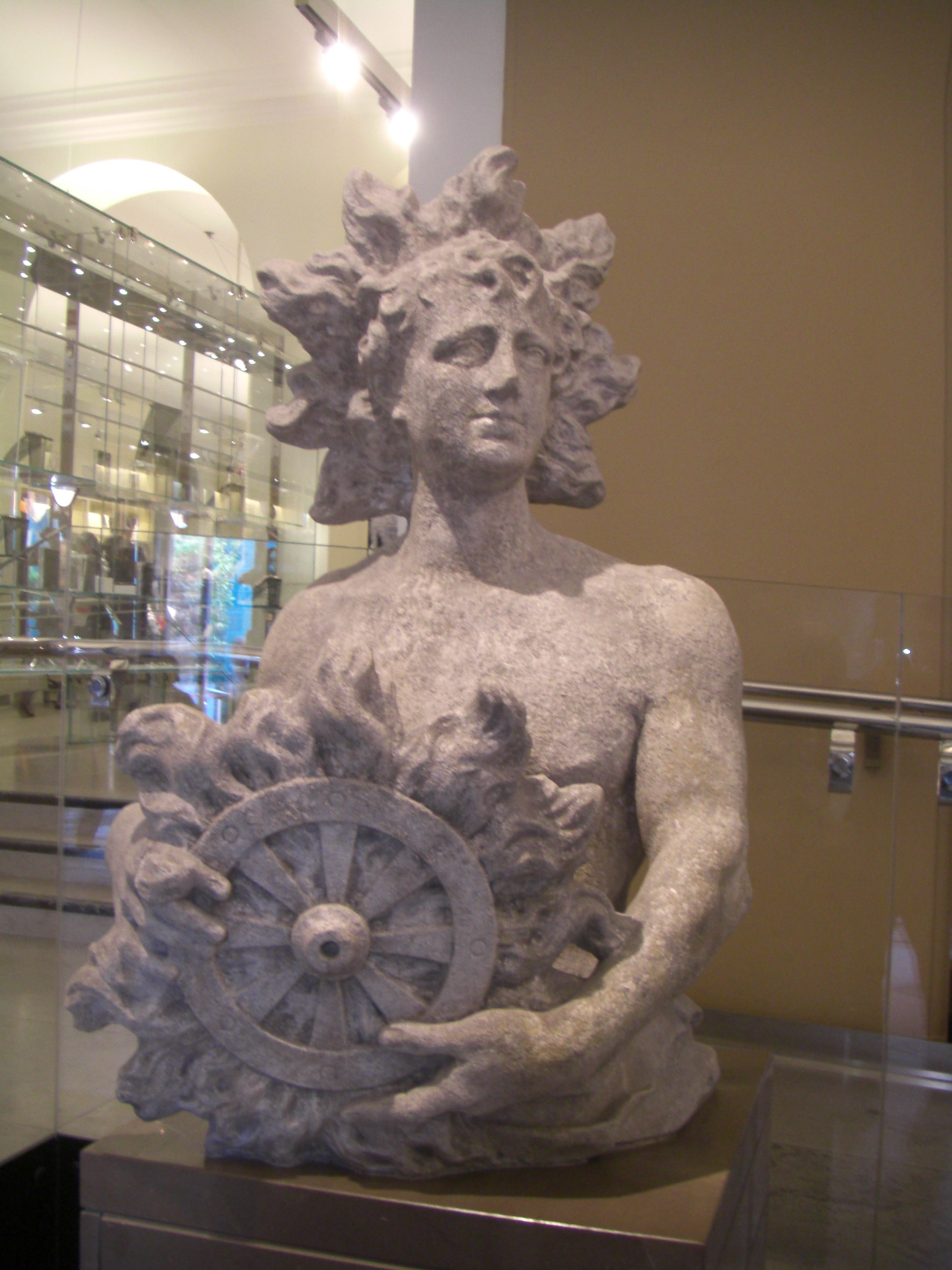
La déesse Sól avec une tête enflammée ainsi qu'une roue enflammée.
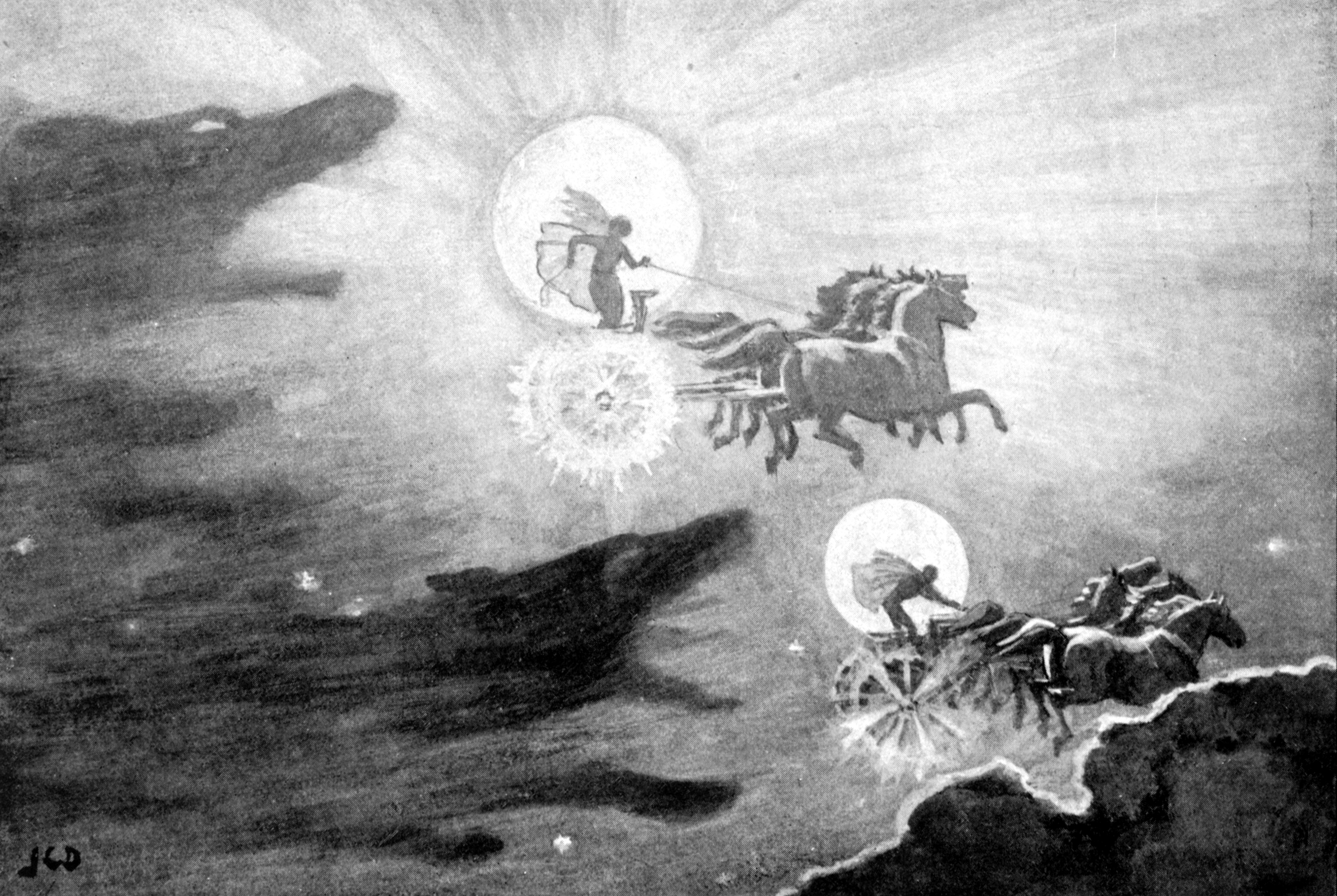
"Les loups poursuivent Sól et Máni", de J. C. Dollman (1909).